# Heinrich Ruhfus

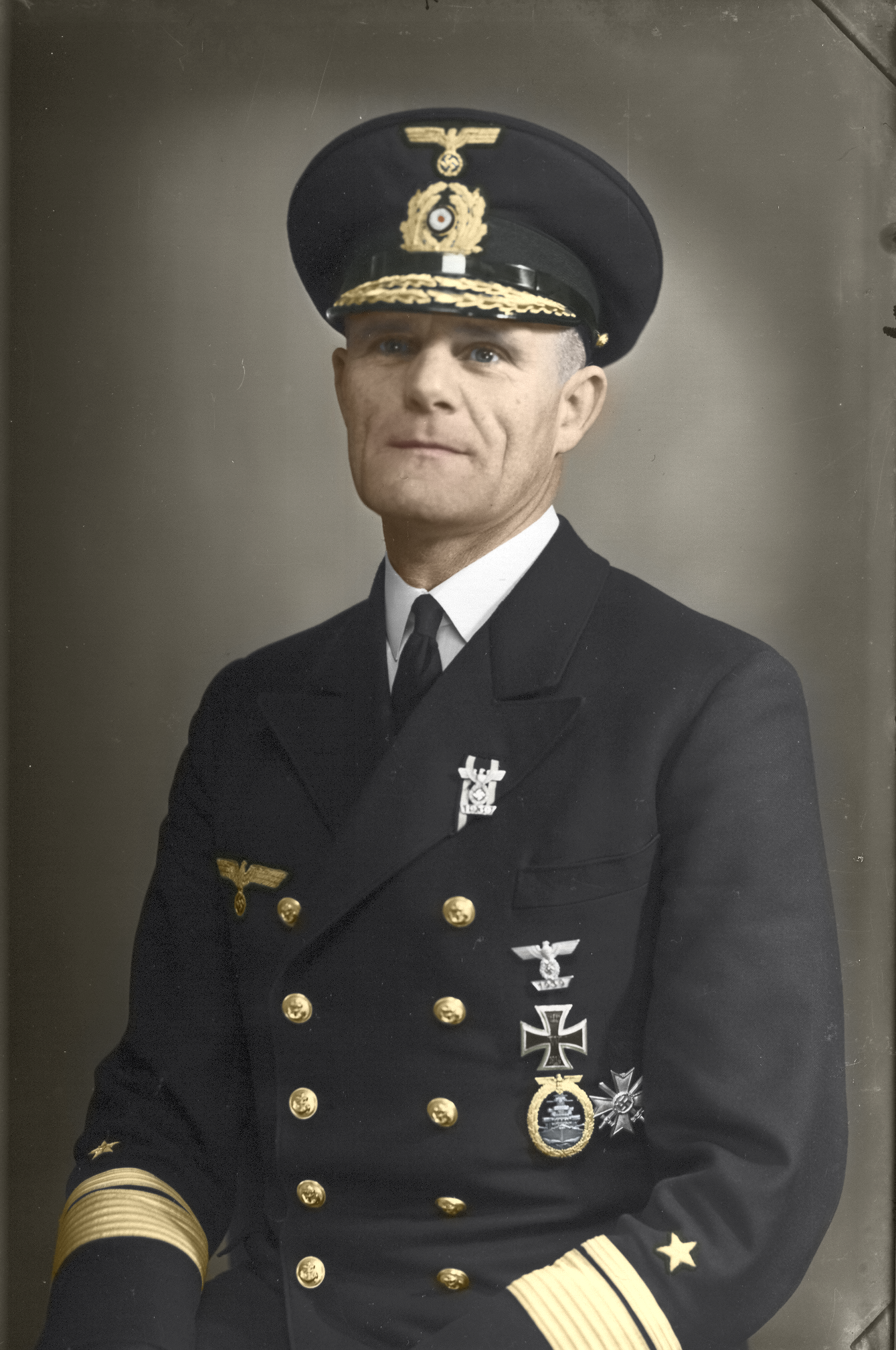
Heinrich Ruhfus (ingekleurde foto; oorspronkelijke afbeelding uit 1942)

Heinrich Ruhfus (Charlottenburg, 14 april 1895 – Flensburg-Mürwik, 26 mei 1955) was een Duitse schout-bij-nacht tijdens de Tweede Wereldoorlog.

## Leven

### Keizerlijke Marine
Ruhfus trad op 1 april 1913 in dienst bij de Keizerlijke Marine als adelborst (bemanning 1913) en diende na het voltooien van zijn basisopleiding op de grote kruiser Victoria Louise. Daarna bezocht hij de Marineschool Mürwik en diende aan het begin van de Eerste Wereldoorlog aan boord van de kleine kruisers Rostock, Regensburg en Kolberg. Vanaf medio mei 1915 was hij officier van wacht in de VII Torpedoboot-Flottille en op 18 september 1915 werd hij bevorderd tot luitenant-ter-zee. Tegelijkertijd voltooide hij een torpedocursus van november 1915 tot januari 1916. Van oktober 1916 tot november 1917 was Ruhfus wachtofficier in de IV Torpedoboot-Flottille. In 1917 liep zijn torpedoboot S 64 in de Albion-campagne op een zeemijn en zonk. Daarna volgde een baan als officier van wacht bij de Destroyer Flotilla Flanders of als commandant in de 1e Oostzee mijnenveegvloot. Voor zijn werk tijdens de oorlog ontving hij beide klassen van het IJzeren Kruis.

### Reichsmarine
Na het einde van de oorlog diende hij aanvankelijk drie jaar bij het Kustverdedigingsdepartement van Lehe (Kustverdedigingsdepartement IV) en vervolgens, in oktober 1922, voerde hij het bevel over de tender T 154 als eerste luitenant bij de Reichsmarine Halve Flottielje. In deze functie steeg hij op 1 augustus 1925 (met terugwerkende kracht vanaf 1 mei 1925) tot luitenant-kapitein. Vanaf september 1926 was hij opleidingsofficier op de lichte kruiser Emden. Vanaf maart 1928 was hij compagniescommandant in de scheepskapiteinsdivisie van de Noordzee en vanaf februari 1929 compagniescommandant bij het II Marine Artillerie Departement. Op het zeilend opleidingsschip Niobe diende hij vanaf september 1930, aanvankelijk als opleidingsmanager en vanaf februari 1932 als commandant. In 1932, op een mooie zomerdag, zorgde een plotselinge onweersbui (die in deze vorm maar eens in de 100 jaar voorkomt) voor het kapseizen van het zeilend opleidingsschip Niobe bij Fehmarn. Vanwege het zinken van de Niobe op 26 juli 1932 werd hij voor de krijgsraad gebracht, die hem op 3 november 1932 vrijsprak van schuld voor het verlies van het schip en vele mensenlevens. Gedurende deze tijd was hij beschikbaar voor de inspectie van het onderwijssysteem en was hij opleidingsofficier aan boord van de testboot T 23. Hij diende als navigatieofficier op de lichte kruiser Königsberg vanaf eind december 1932, werd korvetkapitein op 1 januari 1933 en op 27 september 1933 werd hij bevorderd tot eerste officier.

### Marine
Bij de Kriegsmarine had hij vanaf juli 1935 het bevel over het 2e Marine Artillerie Departement. Na te zijn bevorderd tot fregatkapitein, werd Ruhfus begin oktober 1937 stafofficier bij de staf van de Mürwik-marineschool. Na het begin van de Tweede Wereldoorlog werd hij als kapitein-ter-zee op 16 september 1939 benoemd tot commandant van de lichte kruiser Königsberg. Nadat zijn kruiser tijdens de Duitse bezetting van Noorwegen op 10 april 1940 op de kade van Bergen door Britse vliegtuigen tot zinken was gebracht, nam hij voor vier maanden het haven- en zeecommando in Bergen over. In augustus 1940 volgde hij Friedrich Rieve op als zeecommandant Oslo, en vanaf april 1941 als commandant van de Oslofjord-zeeverdediging. Van oktober 1942 tot april 1944 was hij viceadmiraal en voerde het bevel over de Mürwik-marineschool. Vanuit deze functie werd hij in het voorjaar van 1944 van de ene op de andere dag vervangen na een bezoek van de opperbevelhebber van de marine. In april 1944 was hij zeecommandant Franse Rivièra, gevestigd in Toulon. Daar, toen de geallieerden op 28 augustus 1944 landden, werd hij gevangen genomen door de Fransen, wat hem fysiek ruïneerde. Na zijn vrijlating in juni 1947 keerde hij terug naar zijn vrouw en twee kinderen in Mürwik en werkte als veenarbeider, stadsventer en vertegenwoordiger. In 1955 ging hij met pensioen. Hij stierf in mei 1955 op 60-jarige leeftijd.